# 布什 (伊利諾伊州)
布什（英語：Bush）是一個位於美國伊利諾伊州威廉森縣的城市。

## 地理
布什的座標為37°50′29″N 89°07′56″W / 37.84139°N 89.13222°W，而該地的平均海拔高度為126米（即413英尺）。

## 人口
根據2010年美國人口普查的數據，布什的面積為1.19平方千米，當中陸地面積為1.18平方千米，而水域面積為0.01平方千米。當地共有人口275人，而人口密度為每平方千米231.09人。